# Marian Ziółkowski
Marian Ziółkowski (ur. 17 lipca 1990 w Warszawie) – polski zawodnik mieszanych sztuk walki (MMA). Były zawodnik PLMMA i FEN. Aktualnie związany z KSW, w której zajmuje 4 miejsce w oficjalnym rankingu wagi lekkiej. W latach 2020-2023 mistrz KSW w wadze lekkiej.

## Kariera MMA

### Wczesna kariera
Przez pierwsze 8 lat treningów jego głównym trenerem był Mirosław Okniński. Następnie od maja 2018 do sierpnia 2022 roku trenował MMA pod okiem Roberta Jocza w klubie Berkut WCA Fight Team. Natomiast brazylijskie jiu-jitsu trenuje u Pawła Mistewicza w UNITY TEAM BJJ.
Pierwszą walkę w karierze stoczył w Niemczech, gdzie przegrał jednogłośną decyzją z Maxem Cogą.
Do 2016 roku stoczył głównie w organizacji PLMMA 19 pojedynków, z których 14 z nich wygrał.

### FEN i powrót do PLMMA
19 marca 2016 roku zadebiutował w FEN, gdzie podczas gali FEN 11: Warsaw Time przegrał decyzją jednogłośną z Romanem Szymańskim. Stawką pojedynku był pas mistrzowski wagi lekkiej. Pojedynek został nagrodzony bonusem za walkę wieczoru.
W drugiej walce dla tej organizacji domknął trylogię z Jackiem Krefrem, poddając go w Co-Main Evencie gali FEN 13: Summer Edition 13 sierpnia 2016 roku.
Później, 4 listopada 2016, powrócił do PLMMA zmierzyć się Denilsonem Nevesem o pas wagi lekkiej. Przegrał walkę jednogłośną decyzją sędziów.
Na gali PLMMA 72 udało mu się zdobyć te mistrzostwo poddawając rywala. Do końca roku dwukrotnie obronił tytuł, tocząc dwie ostatnie walki dla tej organizacji.

### KSW
Od 2018 roku zawodnik największej europejskiej federacji KSW. W debiucie dla organizacji stoczył walkę z Japończykiem brazylijskiego pochodzenia Kleberem Koike Erbstem. Ziółkowski przegrał pojedynek przez poddanie w 1. rundzie. Kolejne dwa pojedynki (przeciwko Grzegorzowi Szulakowskiemu i Gracjanowi Szadzińskiemu) wygrał przez jednogłośne decyzje sędziów.
29 sierpnia 2020 podczas KSW 54 miał walczyć z Maciejem Kazieczko. Ostatecznie jednak Ziółkowski został przeniesiony do walki wieczoru przeciwko Mateuszowi Gamrotowi, z powodu kontuzji Szamila Musajewa, który pierwotnie miał walczyć z Kudowianinem. Po 5-rundowym boju to ręka Mateusza Gamrota została uniesiona do góry.
19 grudnia 2020 na gali KSW 57 stoczył po raz drugi pojedynek o pas mistrzowski KSW w wadze lekkiej. W 4 rundzie znokautował rywala kopnięciem na wątrobę, w tym zrewanżował się Romanowi Szymańskiemu z którym przegrał w przeszłości oraz zdobył mistrzostwo w wadze lekkiej. Po walce został nagrodzony przez organizację pierwszym bonusem za nokaut wieczoru.
Do pierwszej obrony przystąpił na jubileuszowej gali KSW 60. Rywalem Ziółkowskiego został Maciej Kazieczko, którego Golden Boy poddał duszeniem zza pleców w 2. rundzie. Tym samym broniąc swój mistrzowski tytuł w wadze lekkiej.
15 stycznia 2022 roku podczas KSW 66 w Szczecinie po raz drugi obronił pas mistrzowski wagi lekkiej. Po wyrównanym pojedynku zwyciężył jednogłośną decyzją sędziów z Borysem Mańkowskim.
18 czerwca 2022 na KSW 71 w Toruniu obronił po raz trzeci tytuł mistrzowski, pokonując na pełnym dystansie Sebastiana Rajewskiego.
We wrześniu 2022 roku wraz z mistrzem KSW wagi koguciej, Sebastianem Przybyszem rozpoczął treningi na Florydzie, na macie znanego klubu Kill Cliff FC.
W walce wieczoru gali KSW 76, która odbyła się 12 listopada 2022 roku w Grodzisku Mazowieckim, w kolejnej obronie pasa miał zmierzyć się z mistrzem wagi piórkowej, Salahdinem Parnassem. 14 października w dniu, w którym odbywała się gala KSW 75 ogłoszono, że Ziółkowski wypadł z walki z powodu kontuzji kolana oraz zakażenia bakteryjnego. Nowym rywalem Parnasse'a został były pretendent do złota wagi lekkiej, Sebastian Rajewski. 
Oczekiwano, że w następnej walce, którą miał stoczyć 3 czerwca 2023 podczas wydarzenia XTB KSW 83: Colosseum 2 na Stadionie Narodowym, przystąpi do konfrontacji z tymczasowym mistrzem Salahdinem Parnassem. Ostatecznie tuż przed walką poinformowano o poważnej kontuzji Ziółkowskiego, której doznał na rozgrzewce. W związku z zaistniałą sytuacją odwołano ten pojedynek. Ziółkowski także podjął decyzję o zwakowaniu mistrzowskiego pasa, ponieważ w czerwcu mija rok od jego ostatniej obrony. 
Po niespełna dwóch latach od swojej ostatniej walki, wystąpił na kwietniowej gali KSW 93 w Paryżu, gdzie skrzyżował rękawice z Francuzem, Wilsonem Varelą. Przegrał przez techniczny nokaut w połowie drugiej rundy, w której to nabawił się kontuzji barku. 
Ponad rok później ponownie zawalczył we Francji, tym razem na gali XTB KSW 106 w Lyonie. Pierwotnie jego rywalem miał zostać podwójny mistrz francuskiej organizacji Hexagone MMA, Aymard Guih, jednak po wypadnięciu z walki wieczoru Marcina Helda, Ziółkowski wszedł na zastępstwo i zawalczył w starciu o pas mistrzowski w wadze lekkiej z ówczesnym mistrzem, Salahdinem Parnassem. Przegrał ponownie w drugiej rundzie przez techniczny nokaut, tym razem przez uderzenia w parterze. Przerwanie walki przez sędziego dla wielu mediów oraz dziennikarzy okazało się kontrowersyjne oraz zbyt szybkie.

## Osiągnięcia i nagrody

### Mieszane sztuki walki
- Herakles
  - 2016: Herakles w kategorii Walka Roku 2015 (z Romanem Szymańskim, FEN 11)[43]

- Profesjonalna Liga MMA
  - 2015-2016: mistrz PLMMA w wadze lekkiej[44][45]
  - 2017-2018: mistrz PLMMA w wadze lekkiej[46]
- Fight Exclusive Night
  - Bonus za walkę wieczoru (raz) vs. Roman Szymański (2016)[12]
  - Bonus za poddanie wieczoru (raz) vs. Jacek Kreft (2016)[47]
  - Bonus za nokaut wieczoru (raz) vs. Patryk Nowak (2018)[48]
- Konfrontacja Sztuk Walki
  - 2020-2023: Mistrz KSW w wadze lekkiej[5][6]
  - Bonus za nokaut wieczoru (raz) vs. Roman Szymański (2020)[26]

## Lista zawodowych walk MMA
| Wynik     | Bilans      | Przeciwnik (bilans przed walką) | Rozstrzygnięcie                              | Runda | Czas | Rozgrywki                                | Data       | Miejsce       | Uwagi                                                                                              |
| --------- | ----------- | ------------------------------- | -------------------------------------------- | ----- | ---- | ---------------------------------------- | ---------- | ------------- | -------------------------------------------------------------------------------------------------- |
| Przegrana | 25-10-1 (1) | Salahdine Parnasse (20-2)       | TKO (ciosy pięściami w parterze)             | 2     | 3:54 | XTB KSW 106: Parnasse vs. Ziółkowski     | 10.05.2025 | Lyon          | Pojedynek o pas mistrzowski KSW w wadze lekkiej. Main Event                                        |
| Przegrana | 25-9-1 (1)  | Wilson Varela (11-5)            | TKO (kontuzja barku)                         | 2     | 2:31 | XTB KSW 93: Parnasse vs. Mircea          | 06.04.2024 | Paryż         | Co-Main Event                                                                                      |
| Wygrana   | 25-8-1 (1)  | Sebastian Rajewski (12-6)       | Decyzja (jednogłośna)                        | 5     | 5:00 | KSW 71: Ziółkowski vs. Rajewski          | 18.06.2022 | Toruń         | Obronił pas mistrzowski KSW w wadze lekkiej. Main Event                                            |
| Wygrana   | 24-8-1 (1)  | Borys Mańkowski (22-8-1)        | Decyzja (jednogłośna)                        | 5     | 5:00 | KSW 66: Ziółkowski vs. Mańkowski         | 15.01.2022 | Szczecin      | Obronił pas mistrzowski KSW w wadze lekkiej. Main Event                                            |
| Wygrana   | 23-8-1 (1)  | Maciej Kazieczko (7-1)          | Poddanie (duszenie zza pleców)               | 2     | 4:24 | KSW 60: De Fries vs. Narkun 2            | 24.04.2021 | Łódź          | Obronił pas mistrzowski KSW w wadze lekkiej. Co-Main Event                                         |
| Wygrana   | 22-8-1 (1)  | Roman Szymański (13-5)          | TKO (kopnięcie na wątrobę i ciosy pięściami) | 4     | 4:01 | KSW 57: De Fries vs. Kita                | 19.12.2020 | Łódź          | Zdobył pas mistrzowski KSW w wadze lekkiej. Bonus za nokaut wieczoru. Co-Main Event                |
| Przegrana | 21-8-1 (1)  | Mateusz Gamrot (16-0)           | Decyzja (jednogłośna)                        | 5     | 5:00 | KSW 54: Gamrot vs. Ziółkowski            | 29.08.2020 | Warszawa      | Pojedynek o pas mistrzowski KSW w wadze lekkiej. Main Event                                        |
| Wygrana   | 21-7-1 (1)  | Gracjan Szadziński (8-2)        | Decyzja (jednogłośna)                        | 3     | 5:00 | KSW 48: Szymański vs. Parnasse           | 27.04.2019 | Lublin        | |
| Wygrana   | 20-7-1 (1)  | Grzegorz Szulakowski (9-2)      | Decyzja (jednogłośna)                        | 3     | 5:00 | KSW 46: Narkun vs. Khalidov 2            | 01.12.2018 | Gliwice       | |
| Przegrana | 19-7-1 (1)  | Kleber Koike Erbst (23-4-1)     | Poddanie (dźwignia prosta na staw łokciowy)  | 1     | 3:34 | KSW 44: The Game                         | 09.06.2018 | Gdańsk/ Sopot | Debiut w KSW. Limit umowny -68 kg                                                                  |
| Wygrana   | 19-6-1 (1)  | Patryk Nowak (5-1)              | KO (cios pięścią)                            | 1     | 3:37 | FEN 21: Grzebyk vs. Vieira               | 25.05.2018 | Wrocław       | Bonus za nokaut wieczoru                                                                           |
| Przegrana | 18-6-1 (1)  | Mateusz Rębecki (6-1)           | TKO (cios na wątrobę)                        | 4     | 3:46 | FEN 20: Next Level                       | 10.03.2018 | Warszawa      | Pojedynek o pas mistrzowski FEN w wadze lekkiej. Co-Main Event                                     |
| Wygrana   | 18-5-1 (1)  | Tymoteusz Świątek (15-3)        | TKO (latające kolano)                        | 1     | 3:15 | PLMMA 75: Sportowcy Kontra Nowotwory     | 01.12.2017 | Ciechanów     | Obronił pas mistrzowski PLMMA w wadze lekkiej. Main Event                                          |
| Wygrana   | 17-5-1 (1)  | Reinaldo Teixeira (4-3)         | Poddanie (duszenie trójkątne)                | 2     | 2:06 | PLMMA 73                                 | 20.05.2017 | Ciechanów     | Obronił pas mistrzowski PLMMA w wadze lekkiej                                                      |
| Wygrana   | 16-5-1 (1)  | Dragan Pešić (11-6)             | Poddanie (duszenie trójkątne)                | 1     | 1:56 | PLMMA 72                                 | 04.03.2017 | Łomianki      | Zdobył pas mistrzowski PLMMA w wadze lekkiej                                                       |
| Przegrana | 15-5-1 (1)  | Denilson Neves (10-3)           | Decyzja (jednogłośna)                        | 3     | 5:00 | PLMMA 70: Championships                  | 04.11.2016 | Warszawa      | Pojedynek o pas mistrza PLMMA w wadze lekkiej                                                      |
| Wygrana   | 15-4-1 (1)  | Jacek Kreft (6-3)               | Poddanie (duszenie trójkątne)                | 1     | 2:53 | FEN 13: Summer Edition                   | 13.08.2016 | Gdynia        | Bonus za poddanie wieczoru. Co-Main Event                                                          |
| Przegrana | 14-4-1 (1)  | Roman Szymański (7-2)           | Decyzja (jednogłośna)                        | 5     | 5:00 | FEN 11: Warsaw Time                      | 19.03.2016 | Warszawa      | Debiut w FEN. Pojedynek o pas mistrzowski FEN w wadze lekkiej. Bonus za walkę wieczoru. Main Event |
| Wygrana   | 14-3-1 (1)  | Jesus Montero (6-3)             | TKO (ciosy pięściami i łokcie)               | 1     | 2:01 | PLMMA 62: AFC 6                          | 09.01.2016 | Wyszków       | Obronił pas mistrzowski PLMMA w wadze lekkiej                                                      |
| Wygrana   | 13-3-1 (1)  | Siamion Tyrla (11-11)           | TKO (ciosy pięściami i łokcie)               | 1     | 2:01 | PLMMA 59: AFC 3                          | 23.10.2015 | Legionowo     | Zdobył pas mistrzowski PLMMA w wadze lekkiej                                                       |
| Wygrana   | 12-3-1 (1)  | Giuliano Pennese (6-2)          | Poddanie (duszenie zza pleców)               | 1     | 2:54 | PLMMA 56: Veto                           | 19.06.2015 | Bielsko-Biała | |
| Wygrana   | 11-3-1 (1)  | Gabriel Mariczew (8-4)          | TKO (ciosy łokciami)                         | 1     | 3:45 | PLMMA 54                                 | 24.04.2015 | Włocławek     | |
| Wygrana   | 10-3-1 (1)  | Bartłomiej Kurczewski (8-3)     | Decyzja (jednogłośna)                        | 3     | 5:00 | PLMMA 47                                 | 30.01.2015 | Warszawa      | |
| Przegrana | 9-3-1 (1)   | Adrian Zieliński (12-3)         | TKO (kontuzja ręki)                          | 1     | 5:00 | PLMMA 41: Extra                          | 24.10.2014 | Legionowo     | Pojedynek o pas mistrza PLMMA w wadze lekkiej                                                      |
| Wygrana   | 9-2-1 (1)   | Tomasz Nebeling (4-1)           | Poddanie (duszenie trójkątne rękoma)         | 2     | 4:02 | Thunderstrike Fight League 5: PLMMA 36   | 20.06.2014 | Lublin        | |
| Wygrana   | 8-2-1 (1)   | Jacek Kreft (4-0)               | Poddanie (duszenie trójkątne)                | 2     | 3:23 | PLMMA 27                                 | 18.01.2014 | Warszawa      | |
| Wygrana   | 7-2-1 (1)   | Mariusz Teodorowicz (1-1)       | Poddanie (duszenie zza pleców)               | 2     | 4:26 | PLMMA 24: Extra                          | 15.11.2013 | Legionowo     | |
| Przegrana | 6-2-1 (1)   | Jacek Kreft (2-0)               | Poddanie (duszenie trójkątne rękoma)         | 2     | 2:13 | PLMMA 20: Extra                          | 14.09.2013 | Pruszków      | |
| Wygrana   | 6-1-1 (1)   | Paweł Żygliński (1-1)           | Poddanie (duszenie zza pleców)               | 2     | 3:38 | PLMMA 14: Extra                          | 19.04.2013 | Legionowo     | |
| Wygrana   | 5-1-1 (1)   | Maciej Teresiak (0-0)           | Poddanie (dźwignia prosta na staw łokciowy)  | 2     | 2:35 | PLMMA 11                                 | 13.01.2013 | Zamość        | |
| Nieodbyta | 4-1-1 (1)   | Ireneusz Mila (6-10)            | No contest (cios w oko)                      | 1     | 0:58 | PLMMA 10: Finał 2012                     | 29.12.2012 | Warszawa      | |
| Wygrana   | 4-1-1       | Grzegorz Białas (0-3)           | Poddanie (duszenie zza pleców)               | 1     | ?    | Maxxx Fight 2                            | 23.11.2012 | Warszawa      | |
| Wygrana   | 3-1-1       | Karol Szałowski (0-0)           | Poddanie (duszenie trójkątne rękoma)         | 2     | 2:21 | PLMMA 8: Prime FC 2                      | 17.11.2012 | Tarnobrzeg    | |
| Wygrana   | 2-1-1       | Marcin Skalik (0-0)             | Poddanie (klucz na rękę)                     | 3     | ?    | NG Promotions: Czestochowa vs. The World | 27.10.2012 | Częstochowa   | |
| Wygrana   | 1-1-1       | Łukasz Sobiepan (1-1)           | Decyzja (jednogłośna)                        | 3     | 4:00 | PLMMA 2                                  | 26.05.2012 | Koszalin      | Debiut w PLMMA                                                                                     |
| Remis     | 0-1-1       | Piotr Rakowski (1-1)            | Remis                                        | 3     | 5:00 | Fight Cup: Battle of Warsaw              | 18.11.2011 | Warszawa      | |
| Przegrana | 0-1         | Max Coga (1-0)                  | Decyzja (jednogłośna)                        | 3     | 4:00 | RESPECT FC 6                             | 17.09.2011 | Wuppertal     | Debiut w MMA                                                                                       |